# LPI
LPI (förkortning av lines per inch, linjer per tum) är måttenheten man mäter ett AM-rasters täthet i. Ju tätare raster desto finare detaljer kan återges i en tryckt bild (förutsatt att bildens upplösning är tillräckligt hög). I den grafiska branschen försöker man gå över till enheten lpcm (linjer per cm), men användningen av lpi är fortfarande utbredd.
Utöver den grafiska branschen förekommer LPI som ett mått i kaffebranschen för kaffekoppspriser.
Ju tätare raster desto högre kvalitet på papper och tryckprocess krävs. Obestruket dagstidningspapper klarar inte mer än 85–100 lpi. För att trycka med över 200 lpi krävs högbestruket konsttryckspapper. För att trycka en digital bild med god kvalitet och utan att den digitala bildens pixlar syns i rastret krävs att bildens upplösning (ppi) är minst 1,5 och helst runt 2 gånger större än rastertätheten; högre upplösning än så ger inte märkbart högre kvalitet. Eftersom 150 lpi är något av en standardtäthet hos många tryckerier nämns ofta att en digital bilds upplösning skall vara 300 ppi, oftast felaktigt uttryckt som 300 dpi.

## Vanliga rastertätheter
| LPI     | Användning                        |
| ------- | --------------------------------- |
| 50      | Äldre laserskrivare (300–600 dpi) |
| 85      | Dagstidningstryck                 |
| 100–110 | Nyare laserskrivare (1200 dpi)    |
| 133–175 | Magasin, broschyrer mm            |
| 175–250 | Konsttryck och konstböcker        |